# Богданівка (Ніжинський район)
Богдані́вка — село в Україні, у Ніжинському районі Чернігівської області. Населення становить 546 осіб. Входить до складу Лосинівської селищної громади.

## Історія
Попередня назва — Масловщина. На мапі Шуберта 1832 року - Мославського. У переліку населених пунктів Чернігівської губернії 1859 року згадується інша назва - Каревін.
12 червня 2020 року, відповідно до розпорядження Кабінету Міністрів України № 730-р «Про визначення адміністративних центрів та затвердження територій територіальних громад Чернігівської області», увійшло до складу Лосинівської селищної громади.
19 липня 2020 року, в результаті адміністративно-територіальної реформи та ліквідації Ніжинського(1923—2020) району, увійшло до складу новоутвореного Ніжинського району.

## Відомі люди
Баран Сергій Петрович (1970—2014) — військовослужбовець 13-го батальйону територіальної оборони Чернігівської області. Загинув у зоні бойових дій